# Mai 2007

## Actualités du mois

### Mardi1ermai
- États-Unis : Le Président George W. Bush met son veto à la loi du 25 et 26 avril sur le financement sous condition de l'intervention américaine en Irak.
- Turquie : Le premier tour de l'élection présidentielle du 27 avril au Parlement, boycotté par les députés de l'opposition, est annulé par la Cour constitutionnelle, pour quorum non atteint (présence de deux tiers des députés).

### Mercredi2 mai
- France : Débat télévisé entre les deux candidats sortants du premier tour de l'élection présidentielle française : Nicolas Sarkozy et Ségolène Royal.
- Turquie : Le Premier ministre Recep Tayyip Erdoğan demande des élections législatives anticipées.

### Jeudi3 mai
- Grande-Bretagne : Élections régionales et locales en Angleterre (tassement du New Labour du Premier ministre Tony Blair), en Écosse (victoire des indépendantistes du Parti national écossais) et au pays de Galles.
- Irak : Ouverture de la deuxième conférence internationale sur l'Irak dans la station balnéaire égyptienne de Charm el-Cheikh, jusqu'au 4 mai.
- Portugal : Disparition de Madeleine McCann, 4 ans, à Praia da Luz, une station balnéaire du sud du Portugal.
- Turquie : Le Parlement fixe les élections législatives anticipées au 22 juillet 2007.

### Vendredi4 mai

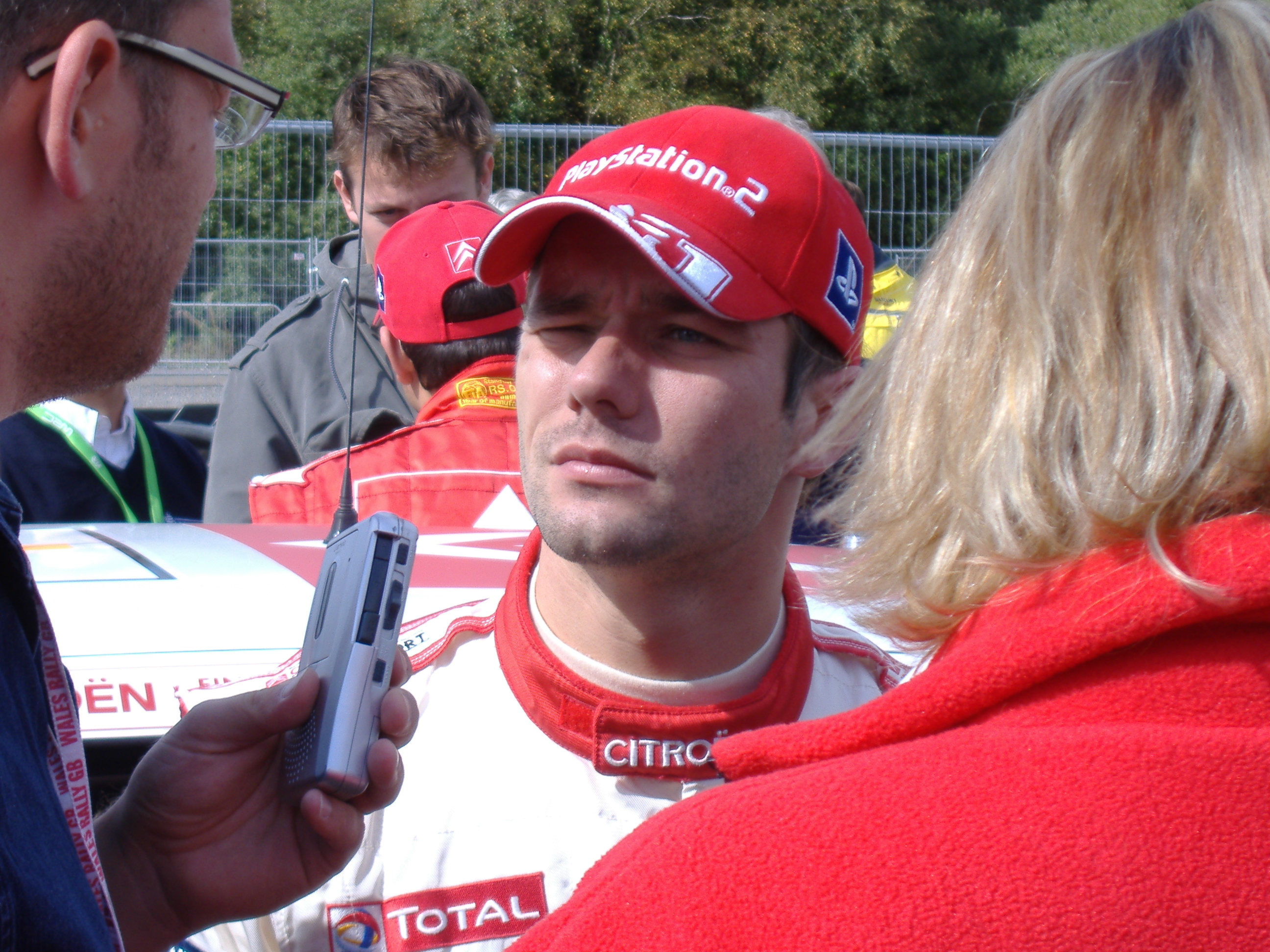
Sébastien Loeb (2005)

- États-Unis : Une tornade frappe Greensburg au Kansas tuant au moins 12 personnes et détruisant environ 90 % de la ville. L’état d'urgence est décrété par George W. Bush.
- Sport : Rallye d'Argentine jusqu'au 6 mai remporté par Sébastien Loeb.

### Samedi5 mai
- Afghanistan : Les Talibans repoussent l'ultimatum pour la libération du deuxième otage français Éric Damfreville jusqu'à « la fin de l'élection présidentielle française ».

### Dimanche6 mai
- France : 

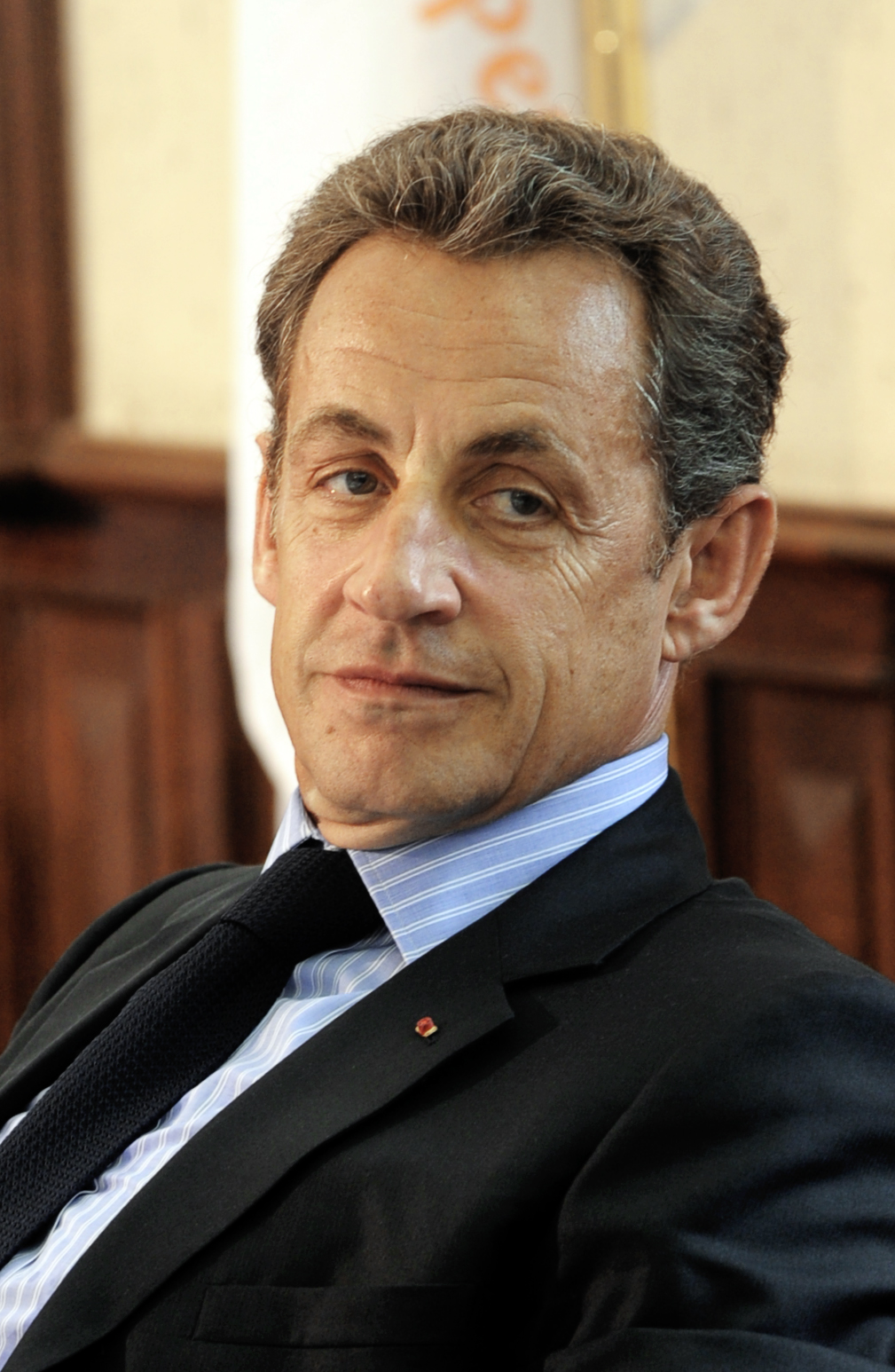
Nicolas Sarkozy

  - Second tour de l'Élection présidentielle de 2007 en France ; le candidat UMP Nicolas Sarkozy (photo) est élu président de la République française avec près de 53,06 % des voix exprimées, contre la socialiste Ségolène Royal qui obtient 46,94 %.  La participation atteint un score historique de près de 85 % avec un nombre record d'inscrits.

### Lundi7 mai 2007
- France, Malte : Le nouveau Président Nicolas Sarkozy, part se reposer quelques jours avec sa famille, au large de l'île de Malte, sur le yacht de son ami Vincent Bolloré. Cette escapade va engendrer une polémique dans les journaux et dans la gauche française.
- Turquie : Le ministre des Affaires étrangères Abdullah Gül renonce à sa candidature à la présidence de la République.

### Mardi8 mai

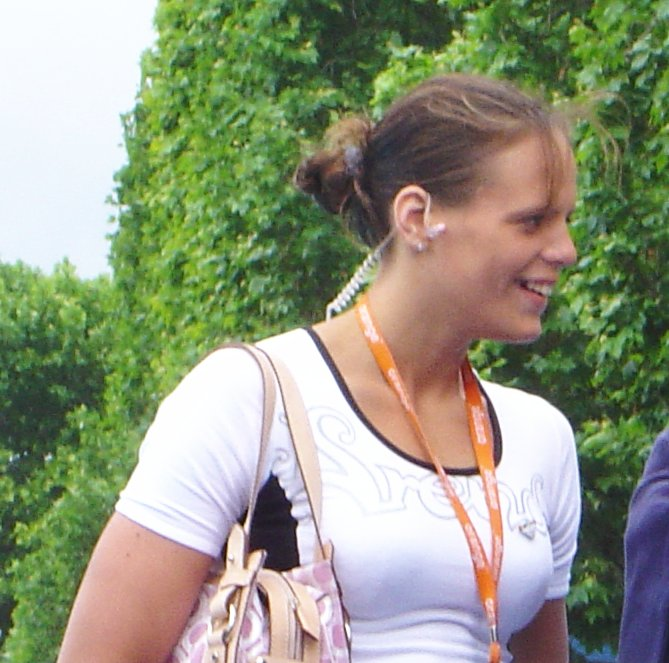
Laure Manaudou

- France : Laure Manaudou quitte son entraîneur Philippe Lucas et rejoint son compagnon Luca Marin à Turin.
- Ulster : le nouveau gouvernement semi-autonome, issu de l'accord historique du 26 mars est investi devant le Parlement régional en présence du premier ministre britannique, Tony Blair et du Premier ministre irlandais, Bertie Ahern. Ce nouveau gouvernement est codirigé par le pasteur Ian Paisley, chef du Parti unioniste démocrate et par Martin McGuinness, républicain catholique et numéro deux du Sinn Féin.

### Mercredi9 mai
- Brésil : Le pape Benoît XVI entame une visite de 6 jours, jusqu'au 14 mai; sa première en Amérique latine.

### Jeudi10 mai

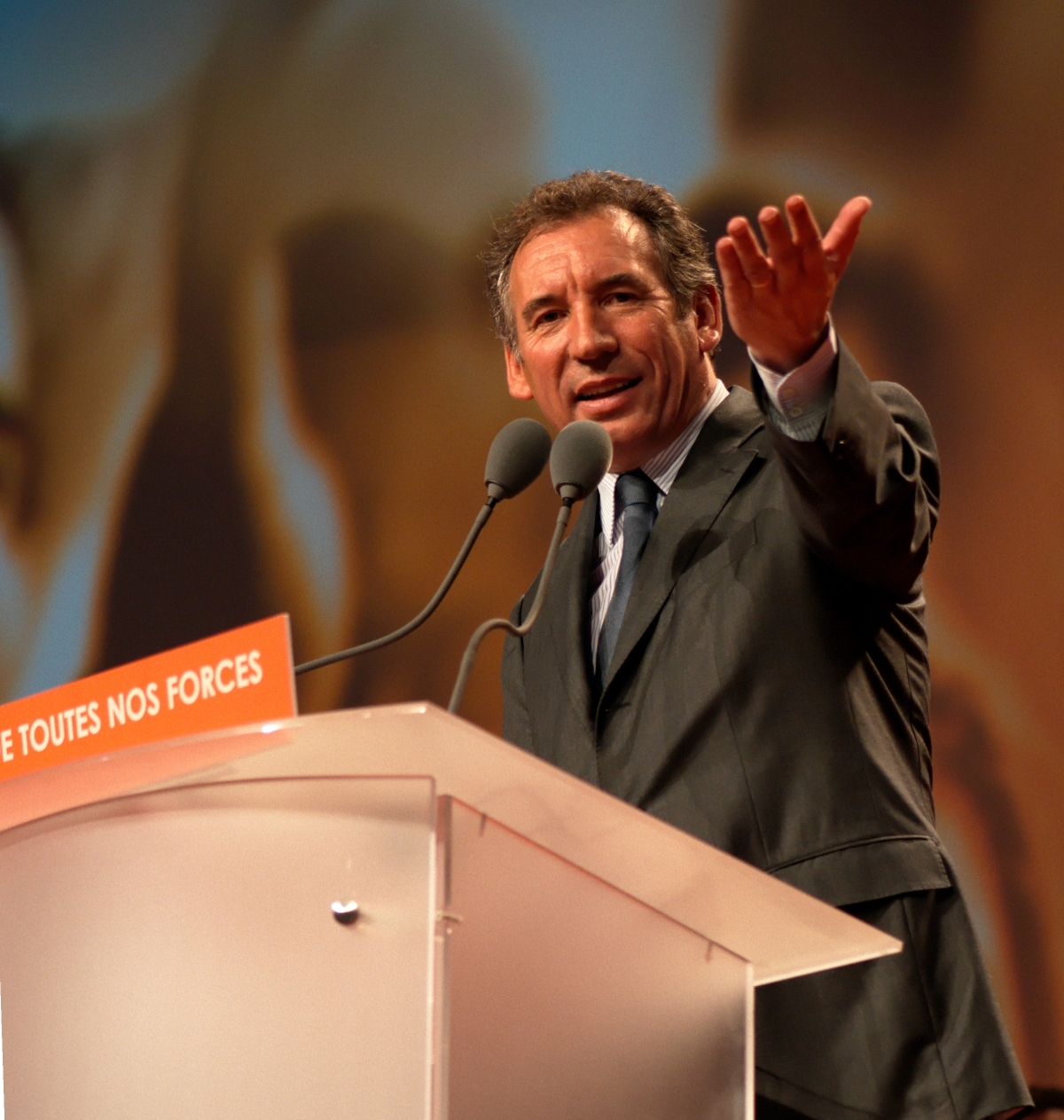
François Bayrou (avril 2007)

- États-Unis : La Chambre des représentants, par 221 voix pour et 205 voix contre vote un nouveau projet de financement sous condition de l'intervention américaine en Irak. Ce nouveau projet qui veut limiter le financement aux seuls deux prochains mois est aussi rejeté par le Président George W. Bush (veto).
- France : Création d'un nouveau parti, le Mouvement démocrate ou MoDem, à la salle de la Mutualité à Paris, par l'ancien candidat à l'élection présidentielle, François Bayrou.
- Royaume-Uni : Tony Blair annonce son départ du poste de Premier ministre et du poste de chef du parti travailliste pour le 27 juin.
- Turquie : Le Parlement vote une série de réformes constitutionnelles dont l'élection du président de la République par le suffrage universel.

### Vendredi11 mai
- Afghanistan : Éric Damfreville, le deuxième otage français de l'ONG Terre d'enfance, enlevés le 3 avril par les Talibans, est libéré dans un état de grande fatigue et est rapatrié dès le lendemain.
- Brésil : dans le cadre de la visite du pape Benoît XVI, messe de canonisation du franciscain Antonio Galvão (1739-1822), qui devient le premier saint brésilien. Plus d'un million de personnes assiste à la cérémonie qui se tient à l'aéroport de São Paulo.
- Europe : la Serbie prend la présidence du Comité des ministres du Conseil de l'Europe.
- Nations unies, Kosovo : les États-Unis, le Royaume-Uni et la France, soutenus par l'Allemagne et l'Italie, déposent devant le Conseil de sécurité, un projet de résolution jetant les bases d'une future indépendance du Kosovo. Le secrétaire d'État américain, Nicholas Burns, alors en visite à Zagreb en Croatie, déclare souhaiter « une indépendance du Kosovo à la fin de ce mois ».
- Palestine : les affrontements entre les milices du Fatah et celles du Hamas reprennent dans la bande de Gaza.
- Pologne : la nouvelle loi sur la décommunisation du pays, entrée en vigueur le 15 mars dernier, est partiellement invalidée.

### Samedi12 mai

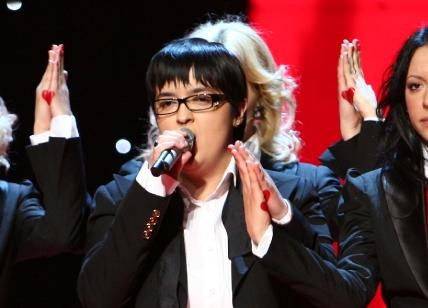
Marija Šerifović
(Eurovision, mai 2007)

- Europe : Le Concours Eurovision de la chanson 2007 est remporté par Marija Šerifović pour la Serbie avec la chanson Molitva.
- France : la Coupe de France de football 2007 est remportée par le FC Sochaux-Montbéliard au terme de la finale contre l'OM (2-2 a.p., 5-4 tab).
- Italie : À Rome, plus d'un million de personnes manifestent à l'appel du Forum des familles contre le projet de loi sur les « droits et devoirs des couples non mariés », hétérosexuels et homosexuels — équivalent au PACS français.
- Royaume-Uni : Le Premier ministre Tony Blair annonce son départ et sa démission pour le 27 juin prochain et déclarant : « Un seul gouvernement depuis 1945 peut se vanter d'avoir engendré plus d'emplois, moins de chômage, un meilleur système éducatif et de santé, moins de crime et plus de croissance (...) la main sur le cœur, j'ai toujours agi en fonction de ce que je pensais être l'intérêt du pays. »

### Dimanche13 mai
- Brésil : À Aparecida, le pape Benoît XVI ouvre la Cinquième Conférence générale de l’épiscopat latino-américain et caribéen organisée par le Conseil épiscopal latino-américain (CELAM).

### Lundi14 mai 2007
- Palestine : 

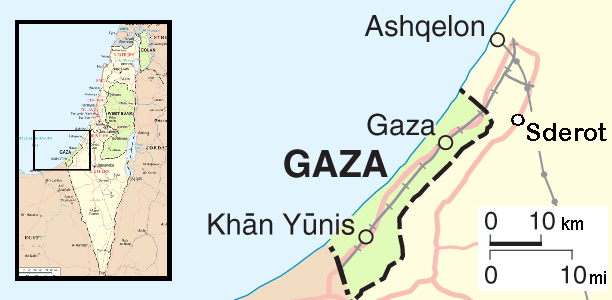
Situation géographique de Sderot

  - Le ministre de l'Intérieur, Hani al-Qawasmesh, apolitique, démissionne.
  - Nouveaux tirs de roquettes contre la ville israélienne de Sderot.

### Mercredi16 mai
- Espagne : Victoire du FC Séville 2-2 a.p puis 3-1 au t.a.b contre l'Espanyol Barcelone en Coupe UEFA. Le FC Séville conserve son titre et par la même occasion devient le 2e club de l'histoire du football à remporter deux fois de suite la Coupe de l'UEFA.
- France : 
  - Nicolas Sarkozy succède officiellement à Jacques Chirac à la présidence de la République. Le jour même, il rend hommage à la résistance française (le Général de Gaulle, Georges Clemenceau, les héros fusillés de la Libération de Paris en 1944). Il se rend en soirée à Berlin pour rencontrer la chancelière allemande Angela Merkel. Son but est de relancer la renégociation du traité constitutionnel européen et l'alliance franco-allemande.
  - Ouverture du 60e Festival international du cinéma à Cannes.
- Palestine : l'aviation israélienne, à la suite des tirs de roquettes, reprend ses raids de représailles sur la bande de Gaza qui vont causer la mort de 37 palestiniens en cinq jours.
- Union européenne : Malte et Chypre obtiennent le feu vert de la Commission pour adopter l’euro le 1er janvier 2008.

### Jeudi17 mai
- Algérie : Lors des élections législatives, le parti de l'Alliance présidentielle obtient la majorité absolue avec cependant une baisse du FLN qui perd 63 sièges et au taux d'abstention record depuis l'indépendance de 64,5 %.
- France : Le Président Nicolas Sarkozy nomme François Fillon (photo) Premier ministre.
- Maroc : Colloque sur l'esclavagisme musulman à Marrakech sous l'égide de l'UNESCO [1], jusqu'au 19 mai.
- Palestine : L'armée israélienne fait intervenir ses blindés dans le nord de la bande de Gaza.

- Russie : 

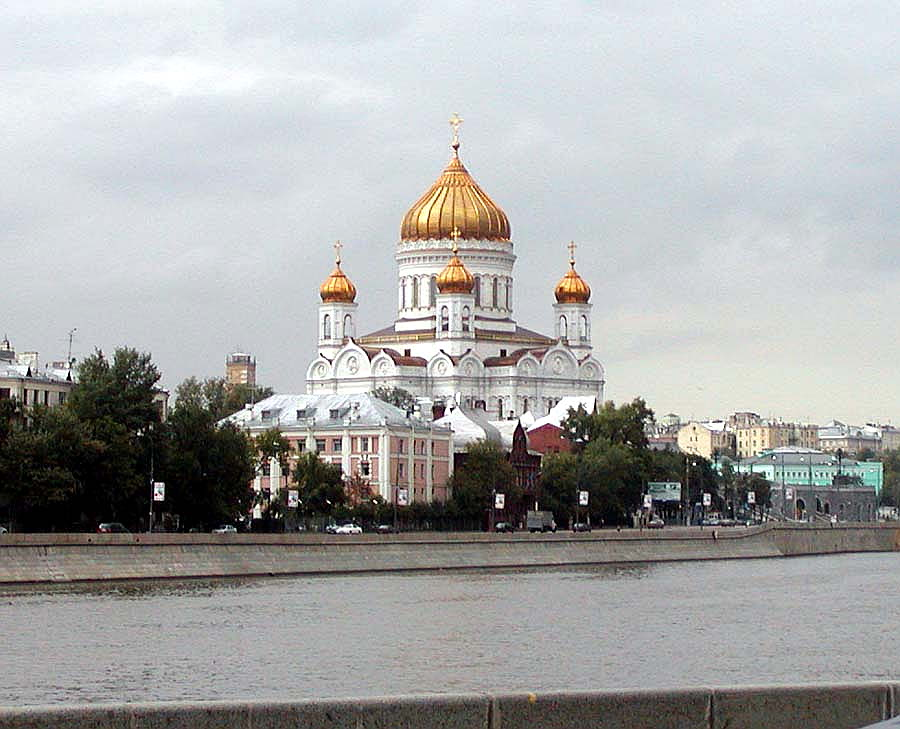
Cathédrale du Christ-Sauveur (Moscou)

  - Dans la cathédrale du Christ-Sauveur de Moscou, l'Église orthodoxe de Russie et l'Église orthodoxe « hors de Russie » scellent officiellement leur réunification, en présence de Vladimir Poutine et de plus de trois mille personnes.
  - Ouverture du sommet Russie-Union européenne à Samara au nord-est de la Volga, jusqu'au 18 mai. Cependant, le sommet échoue dans la relance d'un nouvel accord de partenariat.

### Vendredi18 mai
- France : 
  - Nouveau gouvernement de François Fillon qui forme un gouvernement d'ouverture, réduit à 15 ministères et paritaire ; le socialiste Bernard Kouchner devient ministre des affaires étrangères.
- Banque mondiale : Accusé de népotisme, son Président, Paul Wolfowitz annonce sa démission pour le 30 juin prochain, alors que le Président George W. Bush exprime « son admiration » pour lui.

### Samedi19 mai
- G8, Europe : Ouverture de la réunion de Potsdam, jusqu'au 30 mai. Les États-Unis et la Grande-Bretagne mettent leur veto à une proposition de l'Allemagne de réguler les fonds spéculatifs.

### Dimanche20 mai
- Liban : Début de combats violents, pendant plusieurs jours, entre les miliciens du Fatah al-Islam retranchés dans le camp de réfugiés palestiniens de Nahr al-Bared et l'armée libanaise qui finalement en viendra à bout. Le gouvernement de Fouad Siniora soutenu par les occidentaux, accuse la Syrie d'être responsable de cette opération de déstabilisation.

### Lundi21 mai 2007

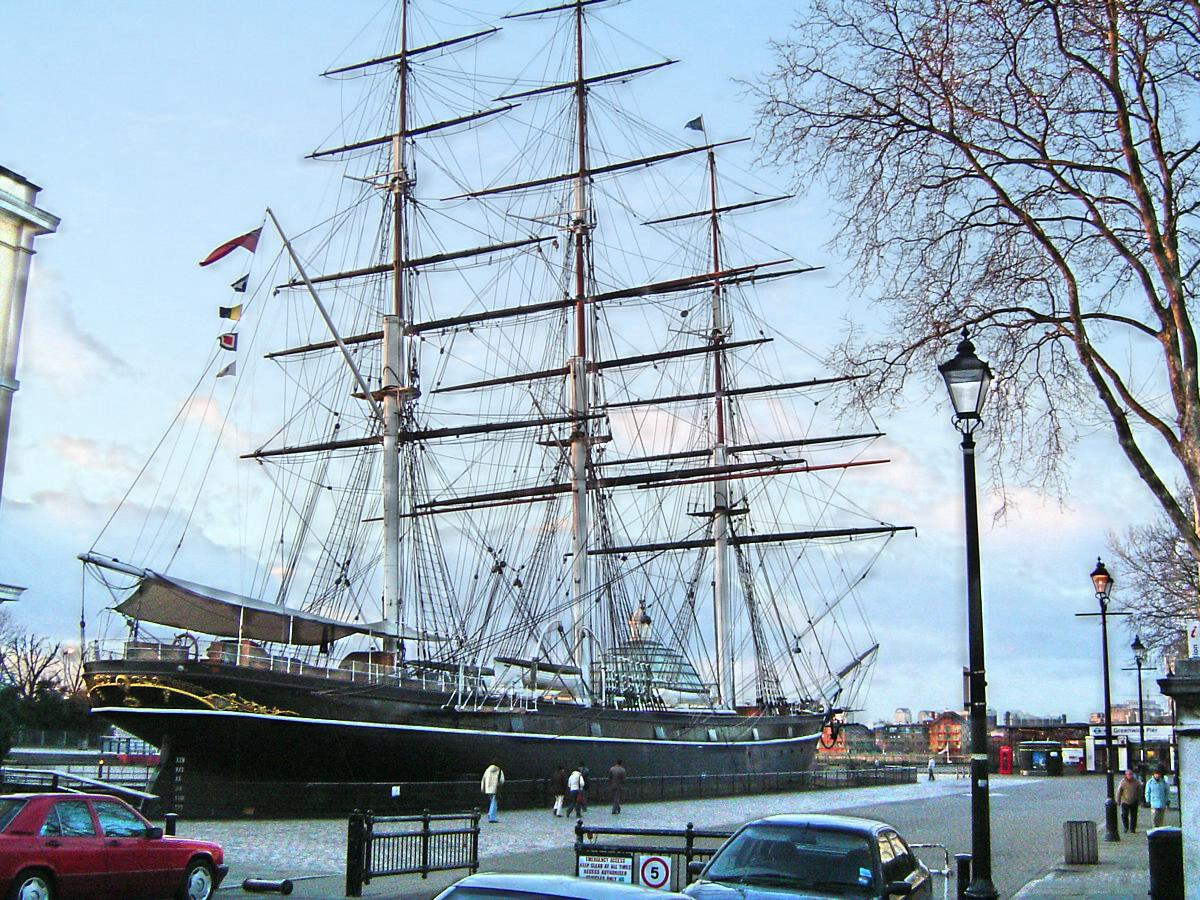
Le Cutty Sark

- Grande-Bretagne : le Cutty Sark, un fameux trois-mâts historique, exposé en cale sèche à Greenwich dans le musée maritime national, est ravagé par un incendie qui le détruit presque entièrement ; la mâture et la voilure, qui avait été démontés pendant des travaux de restauration, sont épargnés.
- Palestine : Israël entame un nouveau bouclage de la bande de Gaza et de la Cisjordanie. Le ministre israélien de la Sécurité intérieure, Avi Dichter, menace de mort le Premier ministre palestinien Ismaïl Haniyeh, issu du Hamas, et son chef, Khaled Mechaal, domicilié à Damas en Syrie.

### Mardi22 mai
- Allemagne : Les Verts allemands protestent contre la tenue du G8 à Heiligendamm. Ils installent des représentations des dirigeants derrière la barrière de sécurité.
- Musique : Ozzy Osbourne lance Black Rain.

### Mercredi23 mai
- Sport, Europe : victoire de l'AC Milan 2-1 contre Liverpool FC en Ligue des champions de l'UEFA qui a pris sa revanche sur la finale perdue de 2005.
- France : Le nouveau Président Nicolas Sarkozy se rend au siège de l'Union européenne à Bruxelles.
- Iran : à la suite de la proposition du directeur de l'AIEA, l'égyptien Mohamed el-Baradei d'autoriser l'Iran à conserver certaines activités d'enrichissement de l'uranium, les États-Unis et la France expriment leur désaccord.
- Turquie : À Ankara, un attentat à la bombe cause la mort de 70 personnes et fait 90 blessés.

### Jeudi24 mai
- États-Unis : La Chambre des représentants et le Sénat s'inclinent devant la volonté du Président George W. Bush et votent une rallonge budgétaire destinée à financer la guerre en Irak sans fixer de calendrier au retrait des troupes américaines.
- Liban : Le ministre français des Affaires étrangères Bernard Kouchner, en visite à Beyrouth, apporte le soutien de la France au gouvernement de Fouad Siniora.
- Anette Olzon succède officiellement à Tarja Turunen, du groupe Nightwish.

### Vendredi25 mai
- Turquie : Le Président Ahmet Necdet Sezer rejette l'amendement constitutionnel instaurant l'élection au suffrage universel du président de la République turque.

### Samedi26 mai
- Afghanistan : Les trois otages afghans enlevés le 3 avril avec les deux otages français de l'ONG Terre d'enfance, sont libérés.

### Dimanche27 mai
- Cinéma : La palme d'or du festival de Cannes est attribuée au controversé film 4 mois, 3 semaines, 2 jours du roumain Cristian Mungiu.

### Lundi28 mai 2007
- France : Le nouveau Président Nicolas Sarkozy reçoit le Premier ministre italien Romano Prodi.

### Mardi29 mai

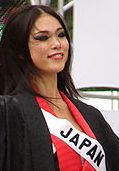
Riyo Mori
Miss Univers

- France : Dans le cadre de l'affaire du délit d'initiés dans lequel seraient impliqués les dirigeants d'EADS, l'homme d'affaires, Arnaud Lagardère est entendu pendant neuf heures par l'Autorité des marchés financiers.
- Japon : 
  - Le suicide du ministre de l’Agriculture, Toshikatsu Matsuoka, fragilise le gouvernement de Shinzō Abe.
  - La nouvelle Miss Univers est une japonaise, la première depuis 1959, du nom de Riyo Mori.
- Russie : Le gouvernement annonce le tir d'essai d'un nouveau missile balistique intercontinental, le RS-24, capable de«  surpasser tout système de défense antimissile existant ou à venir ».
- Darfour : Le Président George W. Bush annonce le renforcement des sanctions financières contre le Soudan ainsi qu'un embargo sur les armes, alors que le ministre français des Affaires étrangères, Bernard Kouchner propose la mise en place d'un « couloir humanitaire sécurisé » afin d'assurer l'acheminement des aides vers le Darfour à partir du Tchad.

### Mercredi30 mai
- France : 
  - Le nouveau Président Nicolas Sarkozy se rend à Madrid.
  - Mort du comédien Jean-Claude Brialy (74 ans).
- G8, Europe : Le ton monte entre le ministre russe, Sergueï Lavrov et les pays de l'Europe occidentale à propos de la possible indépendance du Kosovo.
- Nations unies, Liban : Le Conseil de sécurité vote la résolution 1757, proposée par les États-Unis, la France et la Grande-Bretagne. Cette résolution impose la création d'un tribunal « à caractère international », chargé de juger les responsables présumés de l'assassinat de l'ancien premier ministre libanais, Rafic Hariri. Cinq des membres s'abstiennent (Chine, Russie, Afrique du Sud, Indonésie et Qatar).

### Jeudi31 mai
- Brésil : À Aparecida, fin de la Cinquième Conférence générale de l’épiscopat latino-américain et caribéen organisée par le Conseil épiscopal latino-américain (CELAM).